# 당통 (영화)
《당통》(Danton)은 독일(구 서독)에서 제작된 안제이 바이다 감독의 1983년 드라마 영화이다. 제라르 드빠르디유 등이 주연으로 출연하였고 마가렛 메네고즈 등이 제작에 참여하였다.

## 출연

### 주연
- 제라르 드빠르디유
- 보이체흐 스조니악

### 조연
- 앤 알바로
- 홀랜드 블랑쉬
- 파트리스 쉐로
- 크지슈토프 글로비쉬

## 기타
- 미술: 알란 스타스키
- 의상: 이본느 사시 드 네슬